# Zmarli w roku 1977
Lista osób zmarłych w 1977:

## styczeń 1977
- 14 stycznia – Anthony Eden, brytyjski polityk (ur. 1897)
- 18 stycznia – Carl Zuckmayer, niemiecki pisarz (ur. 1896)
- 19 stycznia – Włodzimierz Gołębiewski, polski dziennikarz sportowy i działacz kolarski (ur. 1915)

## luty 1977
- 9 lutego – Siergiej Iljuszyn, rosyjski konstruktor samolotów (ur. 1894)
- 22 lutego – George Fish, amerykański lekarz i sportowiec, medalista olimpijski (ur. 1895)
- 25 lutego – Władysław Sikorski, podpułkownik Wojska Polskiego, kawaler Orderu Virtuti Militari (ur. 1889)
- 27 lutego – John Dickson Carr, amerykański autor kryminałów (ur. 1906)

## marzec 1977
- 1 marca – Robert Girardet, francuski żeglarz, medalista olimpijski (ur. 1893)
- 5 marca – Tom Pryce, walijski kierowca wyścigowy (ur. 1949)
- 11 marca – Eustachy Chmielewski, polski architekt (ur. 1900)
- 28 marca – Eric Shipton, angielski podróżnik, eksplorator, himalaista (ur. 1907)

## kwiecień 1977
- 11 kwietnia:
  - Jacques Prévert, francuski poeta i scenarzysta (ur. 1900)
  - Ludomił Rayski, polski generał pilot (ur. 1892)
- 13 kwietnia – Edward Stutterheim, holenderski żeglarz, medalista olimpijski (ur. 1908)
- 17 kwietnia – Roman Drews, polski profesor doktor habilitowany (ur. 1908)
- 24 kwietnia – Charles J. Fekel, członek Ciała Kierowniczego Świadków Jehowy (ur. 1897)
- 27 kwietnia – Scott Bradley, amerykański kompozytor, pianista i dyrygent (ur. 1891)

## maj 1977
- 3 maja – Karolina Beylin, polska pisarka, dziennikarka i tłumaczka (ur. 1899)
- 5 maja – Ludwig Erhard, niemiecki polityk, ekonomista (ur. 1897)
- 7 maja:
  - Stanisław Pyjas, polski student i działacz opozycji antykomunistycznej zamordowany przez SB (ur. 1953)
  - Stefan Osiecki, polski taternik, alpinista, filmowiec, architekt (ur. 1902)
- 9 maja – Maria Carmen Rendiles Martínez, wenezuelska zakonnica, błogosławiona katolicka (ur. 1903)
- 26 maja – Czesław Wycech, polski historyk, działacz ruchu ludowego, polityk, marszałek Sejmu PRL (ur. 1899)

## czerwiec 1977
- 3 czerwca:
  - Archibald Vivian Hill, angielski fizjolog (ur. 1886)
  - Roberto Rossellini, włoski reżyser i scenarzysta filmowy oraz telewizyjny (ur. 1906)
- 6 czerwca – Stefan Bergman, amerykański matematyk polsko-żydowskiego pochodzenia (ur. 1895)
- 8 czerwca – Nathan Homer Knorr, amerykański działacz religijny, prezes Towarzystwa Strażnica, członek Ciała Kierowniczego Świadków Jehowy (ur. 1905)
- 9 czerwca – Marta Kłapowa, polska nauczycielka, działaczka narodowa i społeczna (ur. 1897)[1]
- 16 czerwca – Wernher von Braun, niemiecki uczony, konstruktor rakiet, m.in. V-2 (ur. 1912)
- 24 czerwca – Helena Grześkiewicz, polska artystka plastyk, wybitna ceramiczka (ur. 1908)

## lipiec 1977
- 5 lipca – Henry Scheffé, amerykański statystyk (ur. 1907)
- 7 lipca – Maria Romero Meneses, nikaraguańska salezjanka, błogosławiona katolicka (ur. 1902)
- 14 lipca – Zbigniew Bochenek, polski lekarz-otolaryngolog (ur. 1923)
- 17 lipca – Witold Małcużyński, polski pianista (ur. 1914)
- 21 lipca – Otto Falkenberg, norweski żeglarz, medalista olimpijski (ur. 1885)
- 22 lipca:
  - Francesco Cangiullo, włoski grafik, malarz, poeta (ur. 1884)
  - Jarosław Skulski, polski aktor (ur. 1907)
- 23 lipca – Arsenio Erico, piłkarz paragwajski, uchodzący za najlepszego w kraju i jednego z najlepszych w dziejach światowego futbolu (ur. 1915)

## sierpień 1977
- 4 sierpnia – Edgar Douglas Adrian, angielski fizjolog, laureat Nagrody Nobla (ur. 1889)
- 13 sierpnia – Antoni Baraniak, polski duchowny katolicki, arcybiskup poznański (ur. 1904)
- 16 sierpnia – Elvis Presley, amerykański muzyk i wokalista (ur. 1935)
- 18 sierpnia – Jerzy Rudlicki, polski konstruktor lotniczy (ur. 1893)
- 25 sierpnia – Alojzy Bordino, włoski pielęgniarz, członek Braci św. Józefa Benedykta Cottolengo, błogosławiony katolicki (ur. 1922)
- 26 sierpnia – Jacek Puget, polski rzeźbiarz, wykładowca akademicki (ur. 1904)
- 29 sierpnia – Jean Hagen, amerykańska aktorka (ur. 1923)
- 2 września – Antoni Falkiewicz, internista, kardiolog, drugi rektor Akademii Medycznej we Wrocławiu (ur. 1901)

## wrzesień 1977
- 4 września – Adolphe Jauréguy, francuski rugbysta, medalista olimpijski (ur. 1898)
- 5 września:
  - Jan Maas, holenderski kolarz, medalista olimpijski (ur. 1900)
  - Walerian Włodarczyk, polski filolog, esperantysta i dziennikarz (ur. 1931)
- 6 września – John Edensor Littlewood, angielski matematyk (ur. 1885)
- 7 września – Edgar Basel, niemiecki pięściarz, medalista olimpijski (ur. 1930)
- 12 września – Robert Lowell, amerykański poeta (ur. 1917)
- 16 września – Maria Callas, amerykańska śpiewaczka operowa, zwana primadonną stulecia (ur. 1923)

## październik 1977
- 4 października – Jadwiga Andrzejewska, polska aktorka teatralna i filmowa (ur. 1915)
- 9 października – Zdzisław Maklakiewicz, polski aktor teatralny i filmowy (ur. 1927)
- 14 października
  - Bing Crosby, amerykański piosenkarz i aktor (ur. 1903)
  - Hans Konheisner, śląsko-niemiecki malarz i grafik (ur. 1896)

## listopad 1977
- 3 listopada – Alfons Pellowski, polski muzyk, naukowiec, publicysta i pedagog (ur. 1908)
- 5 listopada:
  - René Goscinny, francuski pisarz (ur. 1926)
  - Aleksiej Stachanow, radziecki górnik, w 1935 roku zapoczątkował ruch współzawodnictwa pracy „Stachanowcy” (ur. 1906)
- 13 listopada – Aron Pollitz, szwajcarski piłkarz
- 14 listopada:
  - Aleksander Aleksy, polski aktor teatralny i filmowy (ur. 1905)
  - Bhaktiwedanta Swami Prabhupada (sans. अभयचरणारविन्द भक्तिवेदान्त स्वामीप्रभुपाद), założyciel Międzynarodowego Towarzystwa Świadomości Kryszny (ur. 1896)
- 15 listopada:
  - Richard Addinsell, brytyjski kompozytor (ur. 1904)
  - Tore Holm, szwedzki żeglarz, medalista olimpijski (ur. 1896)
- 19 listopada – Władysław Hańcza, polski aktor (ur. 1905)
- 22 listopada – Lech Ratajski, polski kartograf (ur. 1921)

## grudzień 1977
- 17 grudnia – Tadeusz Przypkowski, polski historyk sztuki i nauki, kolekcjoner, jeden z nielicznych w świecie gnomoników (ur. 1905)
- 19 grudnia:
  - Jan Knothe, polski architekt, grafik, pisarz, poeta i dyplomata (ur. 1912)
  - Nellie Tayloe Ross, amerykańska polityk, w latach 1925–1927 gubernator Wyoming (ur. 1876)
- 23 grudnia – Wilhelm Moberg, szwedzki żeglarz, olimpijczyk (ur. 1898)
- 25 grudnia – Charles Chaplin, amerykański aktor brytyjskiego pochodzenia (ur. 1889)
- data dzienna nieznana: 
  - Mikuláš Mlynárčik, słowacki działacz turystyczny, taternik i instruktor narciarstwa (ur. 1894)